# Alice Hegan Rice
Alice Hegan de Riz, aussi connu sous le nom d'Alice Caldwell Hegan, (11 janvier 1870 – 10 février 1942) est une romancière américaine.

## Biographie
Née à Shelbyville (Kentucky), Alice Hegan Rice a écrit plus d'une vingtaine de livres, dont le plus célèbre est Mrs. Wiggs of the Cabbage Patch. L'histoire se déroule à Louisville, dans le Kentucky, où elle a vécu. Le livre a été un best-seller en 1902.  Le roman a été adapté en pièce de théâtre à succès en 1903 et trois films hollywoodiens ont été réalisés à partir de la pièce. Le plus connu est celui de 1934 avec Pauline Seigneur (en) et W. C. Fields.
Alice Hegan Rice était mariée au poète et dramaturge Cale Young Rice (en). La maison où ils vécurent au 1444 St. James Court existe toujours. Alice est la nièce de l'auteur Frances Peu (pseud.).
Plusieurs des premières œuvres  d'Alice Riz ont été traduites en allemand, français, danois et suédois, et trois (Mme Wiggs, M. Opp, et la Romance of Billy-Goat Hill) ont été adaptées en pièce de théâtre.
Elle meurt à son domicile, à Louisville, en 1942.

## Liste des œuvres
- Mrs. Wiggs of the Cabbage Patch (1902)
- Lovey Mary (1903)
- Sandy (en) (1905)
- Captain June (1907)
- Mr. Opp (1909)
- A Romance of Billy-Goat Hill (1912)
- The Honorable Percival (1914)
- Calvary Alley (1917)
- Miss Mink's Soldier and Other Stories (1918)
- Turn About Tales (avec Cale Young Rice) (1920)
- Quin (1921)
- Winners and Losers (avec Cale Young Rice) (1925)
- The Buffer (1929)
- Mr. Pete & Co.  (1933)
- The Lark Legacy (1935)
- Passionate Follies (1936)
- My Pillow Book (1937)
- Our Ernie (1939)
- The Inky Way (1940)
- Happiness Road (1942) (posthume)

## Adaptations au cinéma
- 1926 : Lovey Mary par King Baggot